# Arquebisbat de Florència
L'arquebisbat de Florència —Arcidiocesi di Firenze (italià); Archidioecesis Florentina (llatí)— és una seu metropolitana de l'Església catòlica que pertany a la regió eclesiàstica de la Toscana. El 2006 tenia 815.000 batejats sobre els 888.237 habitants. Aquesta actualment regida per l'Arquebisbe Giuseppe Betori.
La festa del patró de la ciutat és el 24 de juny, dia de sant Joan Baptista, mentre els patrons de la diòcesi són sant Cenobi i sant Antonino Pierozzi, bisbes de la ciutat. La seva seu és la catedral de Santa Maria del Fiore.

## Territori

Mapa de la Toscana. En vermell, l'Arxidiòcesi de Florència, en rosat, diòcesis sufragànies.

L'arxidiòcesi s'ha dividit en 18 vicariats:
Vicariats urbans
1. Porta San Frediano - 13 parròquies
2. San Giovanni - 22 parròquies
3. Porta al Prato - 13 parròquies
4. Porta alla Croce - 19 parròquies
5. Porta Romana - 24 parròquies

Vicariats suburbans
1. Rifredi - 13 parròquies
2. Scandicci - 13 parròquies
3. Campi Bisenzio - 9 parròquies
4. Delle Signe - 16 parròquies
5. Antella Ripoli e Impruneta - 28 parròquies
6. Sesto e Calenzano - 17 parròquies

Vicariats perifèrics
1. Mugello Est - 20 parròquies
2. Mugello Ovest - 15 parròquies
3. Valdelsa Fiorentina - 8 parròquies
4. San Casciano Montespertoli Tavarnelle - parròquies
5. Empoli Montelupo - 27 parròquies
6. Firenzuola - 14 parròquies
7. Pontassieve - 10 parròquies

La catedral metropolitana és el duomo de Florència, dedicat a Santa Maria de les Flors.
La província eclesiàstica de Florència comprèn les següents diòcesis sufragànies:
- Arezzo-Cortona-Sansepolcro,
- Fiesole,
- Pistoia,
- Prato,
- San Miniato

## Història

### Època paleocristiana i alta edat mitjana

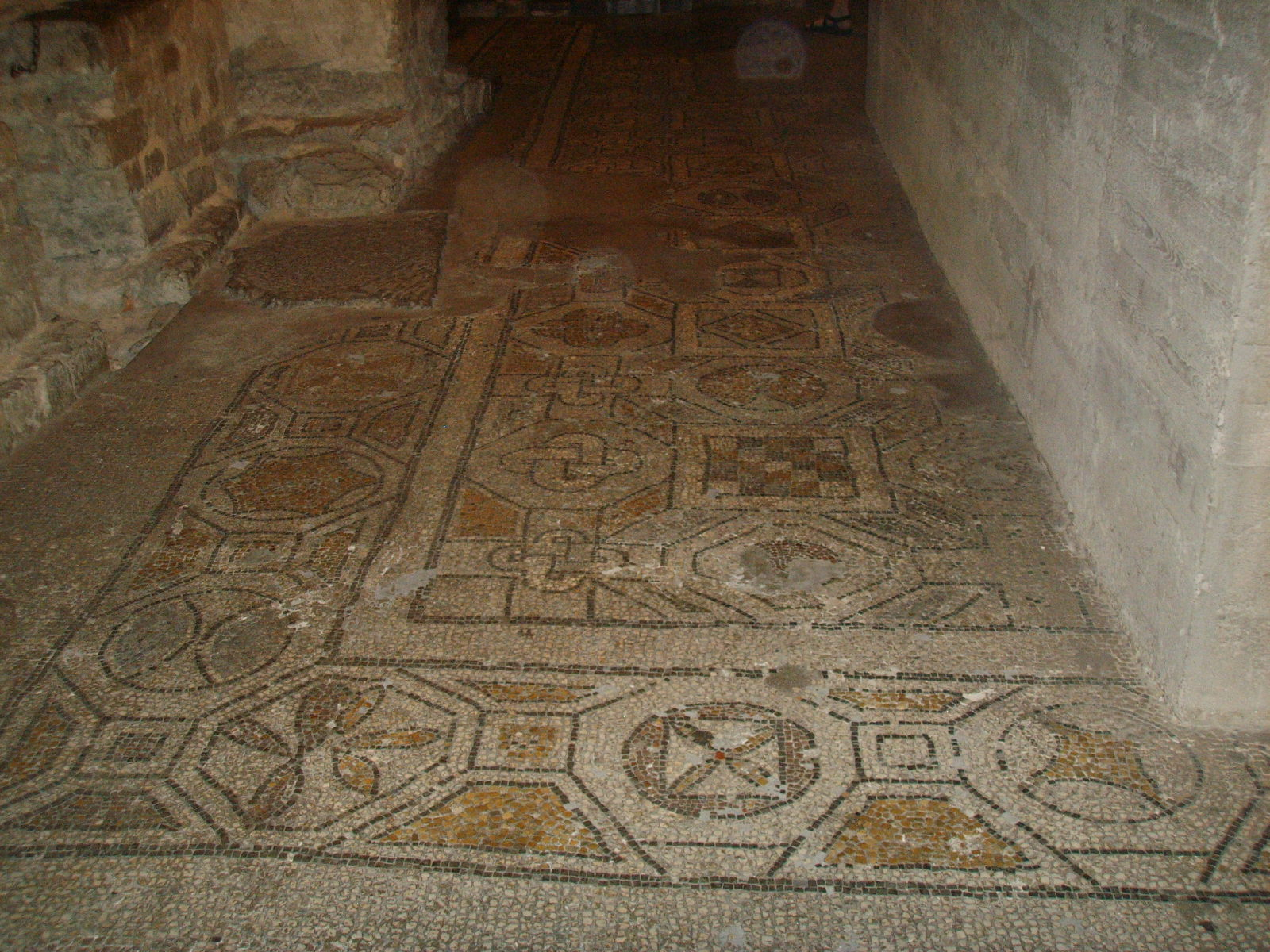
Mosaic paleocristià de l'´Església de Santa Reparata (Florència)

L'evangelització de la Florentia romana va tenir lloc entre els segles ii i iii. La tradició llegendària que els historiadors consolidaren durant el segle xiv diu que l'església florentina va ser obra dels deixebles de Sant Pere, sant Frontí i sant Paolí, suportada per la presència dels primers màrtirs com sant Miniat i sant Crescenció. En realitat aquestes teories, tot i la devoció popular, no tenen suport històric i l'arribada del cristianisme coincideix amb la presència de mercaders grecs, sirians i d'Anatòlia, que vivien a la zona d'Oltrarno. A l'església de Santa Felicitat s'ha trobat el testimoni més antic de la presència paleocristiana a Florència. El primer bisbe històricament provat és Fèlix, que al 313 es trobava a Roma en un sínode convocat pel Papa Melquíades.
A finals del segle iv va tenir lloc una afirmació més àmplia del cristianisme. Al 393 Ambròs de Milà va ser convidat a Florència i durant la consagració de l'església de Sant Llorenç, el doctor de l'Església pronuncià la famosa homilia de l'Exhortatio virginitatis. Després de marxar de Florència, al sant milanès se li atribueix la victòria contra els bàrbars de Radagais (406), que va tenir lloc el dia de santa Reparata, qui a partir de llavors es convertí, d'acord amb la tradició, en la patrona de la ciutat. Amb el bisbe sant Cenobi hi hagué una primera organització eficaç de la diòcesi, la qual podia tenir diverses esglésies fora de les muralles de la ciutat: a més de la de Santa Felicitat i Sant Llorenç, s'acabava de començar la dedicada a santa Reparata, futura catedral. Alguns historiadors medievals han argumentat que fins i tot Sant Joan havia estat una església paleocristiana, però aquesta creença no ha prosperat després de les excavacions realitzades, que han datat l'origen al segle xii, amb els fonaments sobre una capa de l'època romana tardana.

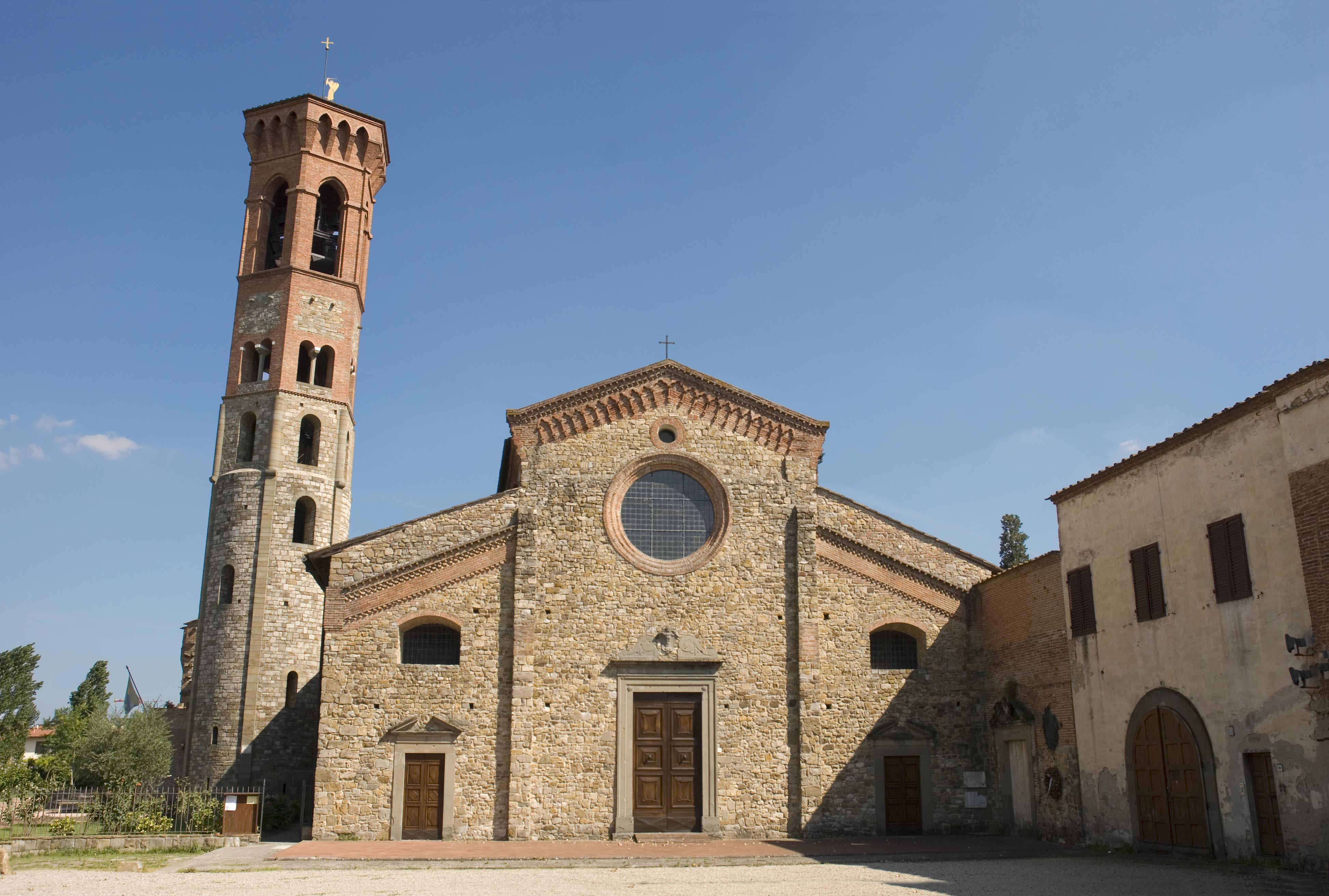
L'abadia de Settimo

Els romans d'Orient i els longobards, en el transcurs dels segles posteriors, van unir les esglésies de Sant Apol·linar i de sant Rufí. Durant el període carolingi es fundaren noves esglésies i Carlemany concedí alguns privilegis al clergat florentí, tot i que no és històricament vàlid encara que existeix una inscripció a una làpida a l'església dels Sants Apòstols que cita la presència de l'emperador a la fundació de l'església.
La difusió dels ordes monàstics es caracteritzà a Florència per estructures provincials respecte a altres parts d'Itàlia, almenys fins a la fundació de l'Abadia florentina, gràcies a la iniciativa de Willa i del seu fill, Ugo al 978. El bisbe de Florència havia vist augmentar durant el segle anterior la seva autoritat i presència sobre el territori, a més que a la volta de l'any 1000 se celebrà la primacia politico-econòmica a la ciutat, gaudint dels delmes, tenint castells i boscos sobre una gran franja de territori i enviant batlles als pobles de la rodalia.

### Baixa edat mitjana

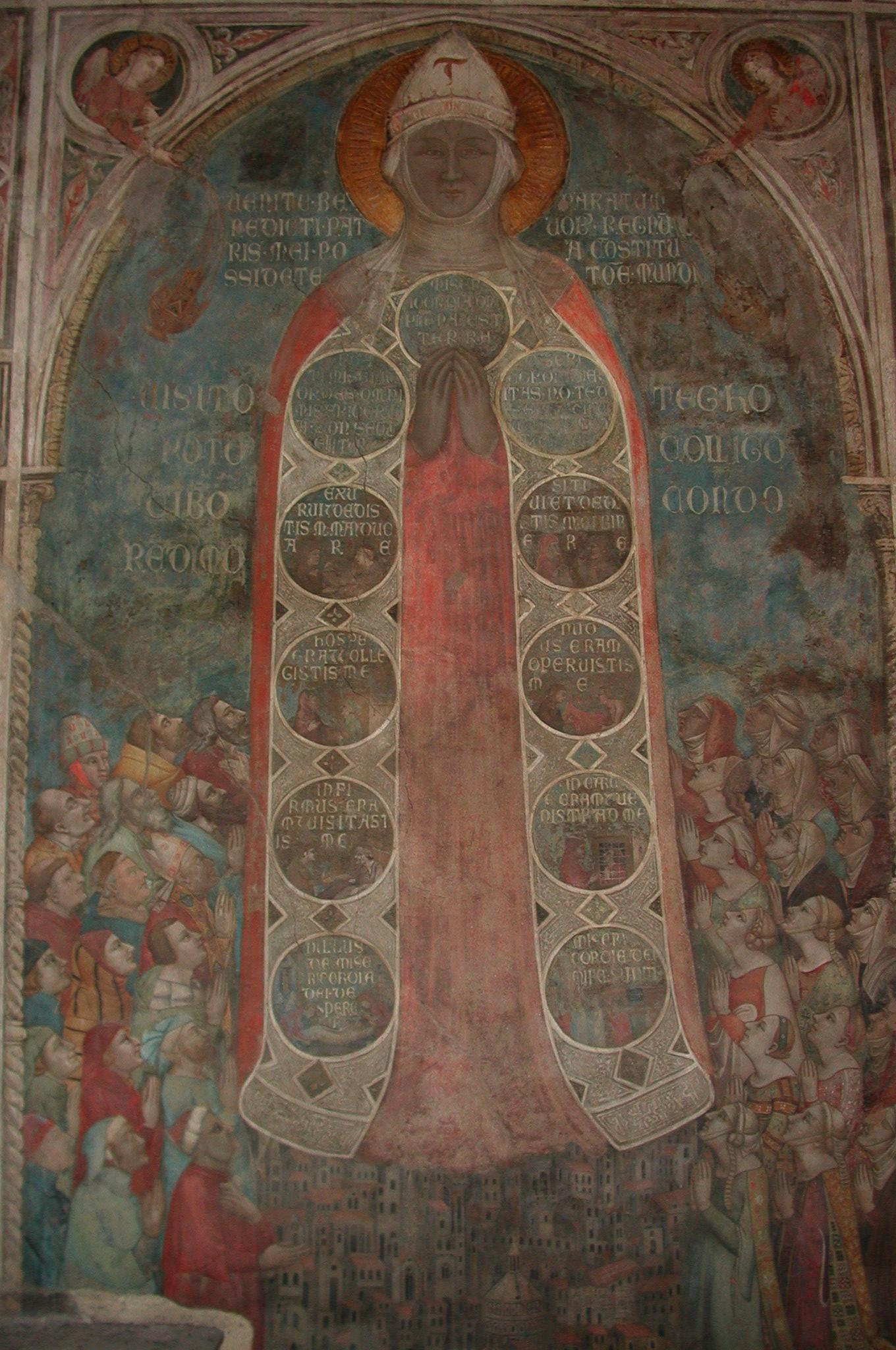
La Madonna della Misericordia de la Companyia del Bigallo

El 1013 el bisbe Ildebrand fundà San Miniato al Monte, amb el monestir annex ocupat primer pels cluniacencs, després pels olivetans. A més, els cistercencs tenien un monestir propi a l'abadia de Settimo.
El bisbe Gerard de Borgonya va ser el primer bisbe florentí que esdevingué Papa, sota el nom de Nicolau II, però ni la seva presència, ni les reformes que intentà fer el papa Víctor II aconseguiren frenar la simonia i el concubinat desenfrenat del clergat. Llavors s'aixecà Joan Gualbert, fundant l'orde dels vallombrosans el 1060, en una èpica confrontació a l'església de Sant Salvi, aconseguint vèncer el bisbe Pietro Mezzabarba i iniciant una croada contra la corrupció de la ciutat.
El creixement de la importància de Florència durant el segle xii es correspongué amb el creixement de la diòcesi, així com de la creixent importància de la figura del bisbe: la riquesa de les esglésies i monestir està documentada a les il·lustracions del Codice Rustici.
Al segle xiii va tenir lloc l'arribada dels ordes mendicants: primer sant Francesc d'Assís i els franciscans (1217), i després els dominics (1219), seguits dels agustins, dels carmelites, els humiliats i els silvestrins, que fundaren les seves esglésies en un cercle al voltant de les muralles. Van lluitar contra l'heretgia (com els pataristes) i van donar suport a la població en un moment de veritable explosió demogràfica amb un creixement constant de la població per l'afluència constant de gent del camp.

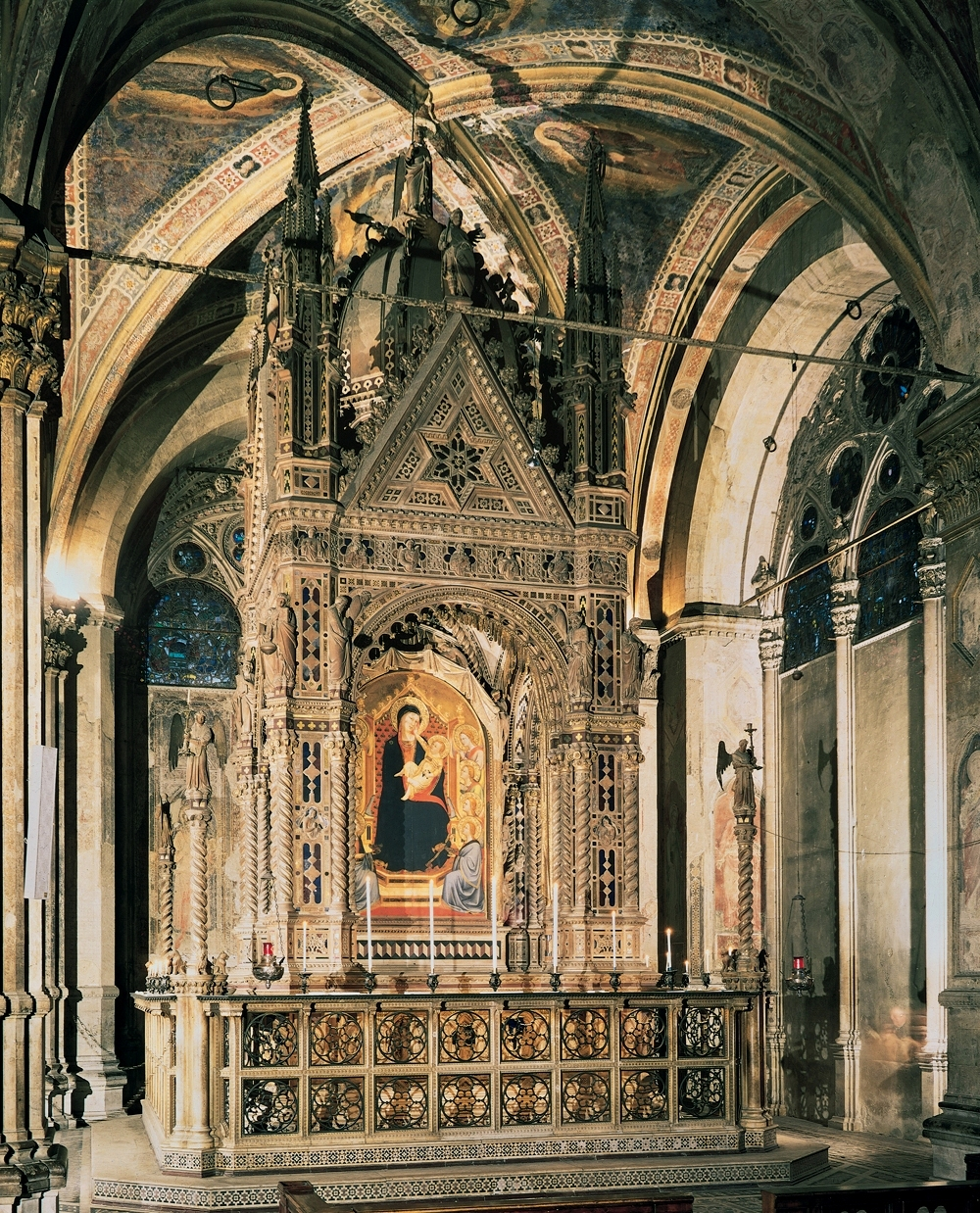
Interior de l'església de Orsanmichele, antiga llotja del gra transformada en església després de la caiguda del ducat d'Atenes.

A més, quan l'economia de la ciutat començà a girar, els rics es van embossar al costat dels pobres i dels aturats. En aquest període van aparèixer les fraternitats de la Bigallo, dels Laudi i, tradicionalment, en l'obra de Sant Pere Màrtir i de la Misericòrdia. El clergat disposava d'una escola de perfeccionament i d'un hospitat, prop de l'oratori de Jesús Pelegrí.
El 1233 va néixer l'orde dels Servents de Maria pels Set Sants Fundadors, que s'instal·laren on s'edificaria la basílica de la Santíssima Anunciació. El 1294 Florència havia assolit una riquesa que la situava entre les principals ciutats europees i podia permetre's decidir començar la construcció d'una nova i grandiosa catedral dedicada a Maria i que representés el seu estatus i el seu poder: la futura catedral de Santa Maria del Fiore, per la construcció de la qual es demolí l'Església de Santa Reparata (Florència) . Va ser en aquest període que Dante, exiliat per raons polítiques, va escriure La Divina Comèdia. La pesta negra va ser només una crisi temporal per la ciutat, després de la qual es recuperà amb força rapidesa: el seu florí era la moneda més preuada pels mercats europeus.
Entre 1375 i 1378 la ciutat es posà obertament en contra del Papa Gregori XI en l'anomenada guerra dels Vuit Sants, que li va valer una excomunió per vuit anys i la imposició d'alts impostos sobre el clergat per part del municipi. Després del conflicte, Niccolò Acciaiuoli fundà la Cartoixa de Florència i el cardenal Pietro Corsini va obtenir nombrosos privilegis per la seu i per Florència. El 10 de maig de 1419 el seu parent Amerigo Corsini va obtenir l'elevació a arxidiòcesi. El mateix any que arribà a la ciutat, protegit per Giovanni di Bicci de' Medici, l'antipapa Joan XXIII va passar els seus darrers anys de vida a la ciutat.

### El Renaixement

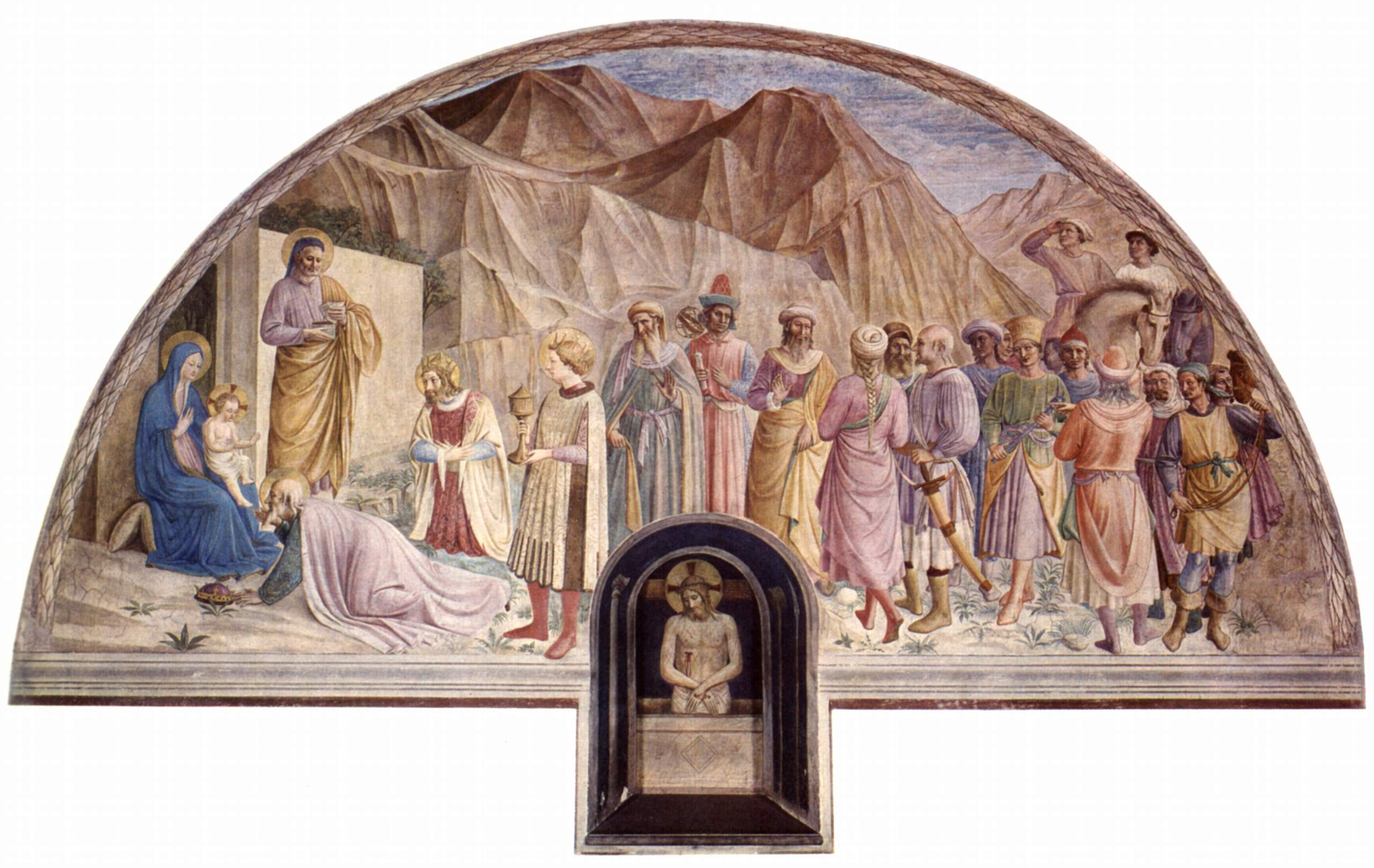
L'adoració dels mags, fresc de Fra Angelico al convent de Sant Marc de Florència

Gràcies al creixent poder dels Medici el 1439, Cosme el Vell va obtenir que el Concili de Ferrara anés a Florència, on va tenir lloc la seva fase concloent amb la presència del Papa Eugeni IV, l'emperador Joan VII Paleòleg i del Patriarca de Constantinoble, a més de nombrosos bisbes i prelats de les esglésies llatina i grega, entre els quals es trobava el cardenal Giovanni Bessarione. En aquest temps també es dugué un ampli programa de reforma i racionalització del clergat, de les institucions monàstiques i de l'organització general de la diòcesi florentina. El Papa fundà el Collegio Eugeniano, una escola per clergues que jugaria un paper de primer ordre en la història religiosa de la ciutat en els segles següents. Va ser durant la primera meitat del Quattrocento que Florència recuperà la seva passió per la bibliografia i va néixer les prestigioses biblioteques Laurenziana i la del capítol de canonges de Santa Maria del Fiore.
Per obra dels Medici, l'església de San Lorenzo gairebé esdevingué una segona catedral de la ciutat, enriquida no només per la magnífica arquitectura de Filippo Brunelleschi, sinó que també per un propi capítol nombrós i ric. Gràcies al mecenatge de Cosme el Vell Florència també tenia un convent amb espais organitzats a l'avantguarda, el convent de Sant Marc, obra de Michelozzo, on treballà intensament Fra Angelico.

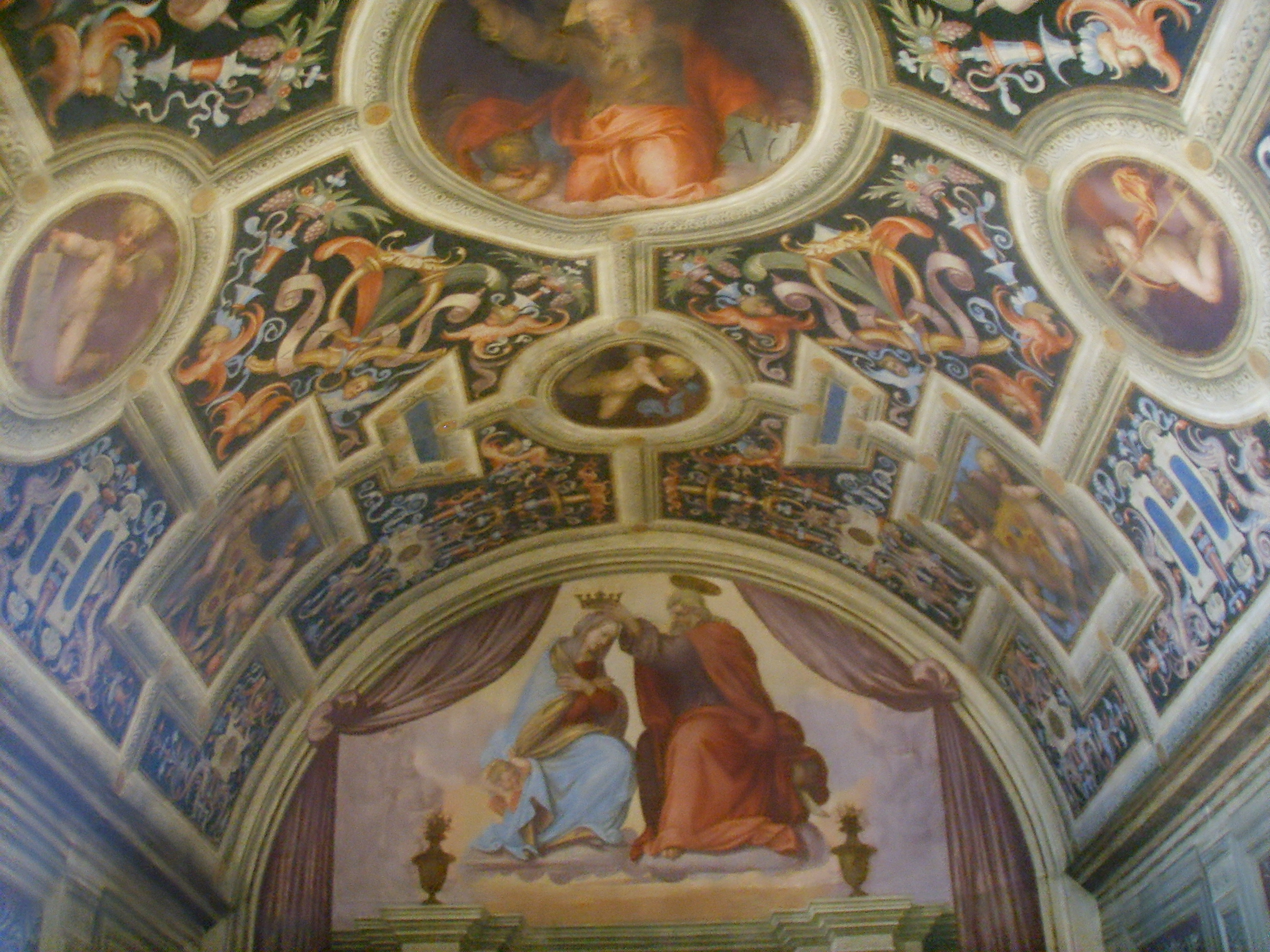
La capella Papal de Santa Maria Novella

Va ser a conseqüència de la lluita política entre les famílies que fou necessari instituir la Companyia dels Bons Homes de Sant Martí per complir amb els pobres "verghognosi", aquelles famílies abans riques caigudes en desgràcia. Aquesta només va ser una de les obres de reforma desitjades per l'arquebisbe Antonino Pierozzi, home culte que va saber portar a la diòcesi l'esperit racional de l'humanisme, anticipant algunes de les disposicions del Concili de Trento. Una altra institució sorgida per un esperit anàleg va ser l'Hospital dels Innocents, la primera institució dedicada exclusivament a l'ajut de la infància a Europa.
La figura de Girolamo Savonarola va ser la que més va influenciar, per bé o per mal, l'espiritualitat de la societat florentina a finals del segle xv.
Fins llavors l'arquebisbat tenia com a diòcesis sufragànies les de Fiesole i Pistoia. El 1460 s'apartà la col·legiata de Sant Esteve de Prato, declarada diocesi nullius, mentre que més tard s'afegí la de Sansepolcro (1520) i la de Sant Miniato (1526). Durant l'època dels Papes Medici (Lleó X i Climent VII) Florència va gaudir d'un gran esplendor, tot i que van ser anys difícils a causa des lluites que van tenir lloc per tot Itàlia. Els anys del Gran Ducat, a part de les disputes entre Cosme I i l'arquebisbe Antonio Altoviti (arran de les disputes polítiques entre les famílies Mèdici i Altoviti), van ser principalment anys tranquils que garantiren a Florència un llarg període de pau, tot i que a inicis del Seicento va tenir lloc una crisi econòmica que comportà que minvés la seva importància a l'escenari europeu.

### Els seglesxviixvii

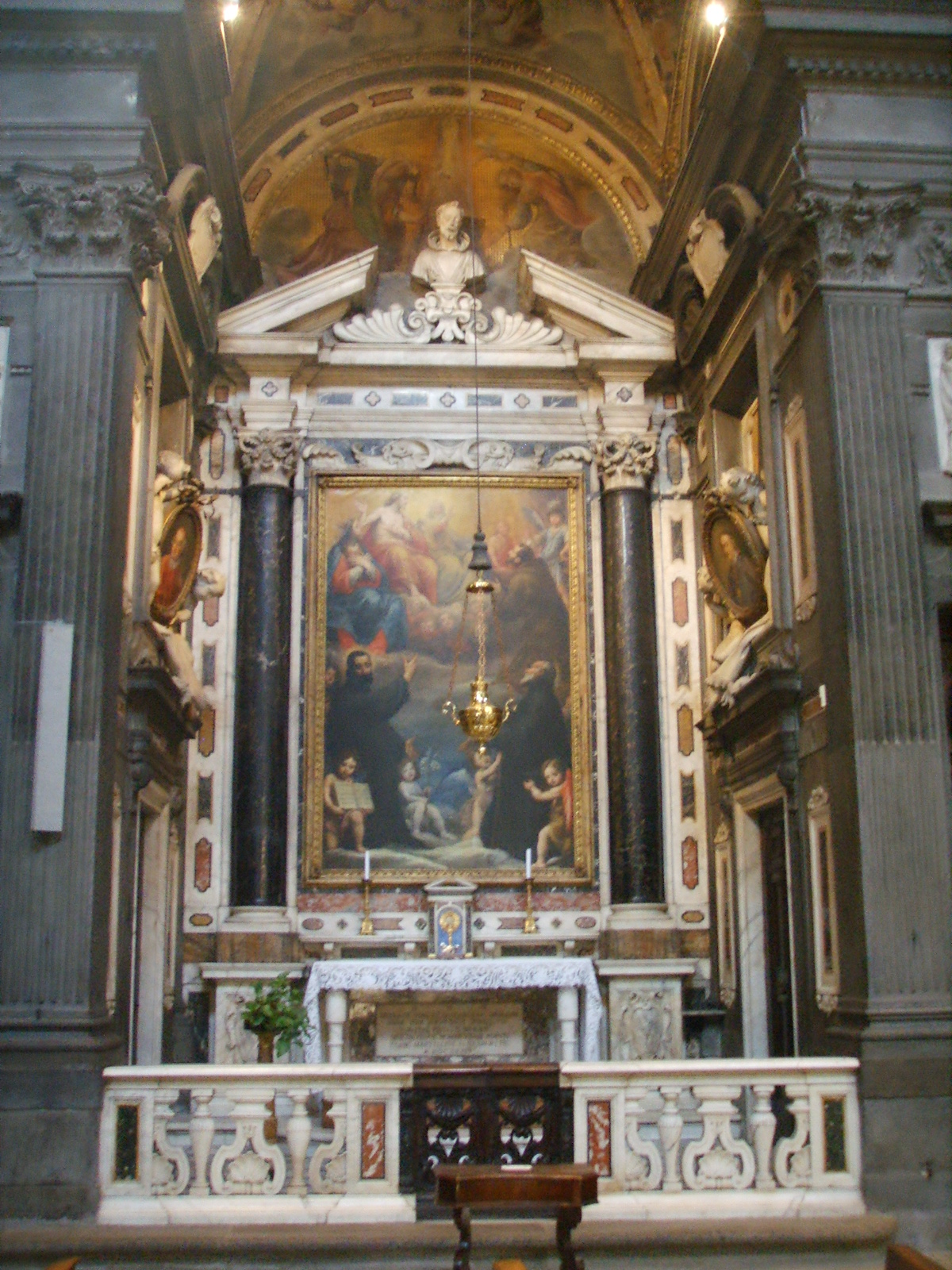
Altar barroc a l'església de Sant Gaietà

Tot i que cap de les congregacions establertes durant el Concili de Trento va néixer a Florència, no van trigar a arribar els jesuïtes, els barnabites, els escolapis i els caputxins. A Florència va néixer el gran reformador de la Roma papal, sant Felip Neri. També va tenir una gran importància per a la vida espiritual de la ciutat del segle xvii santa Maria Magdalena de Pazzi. El beat Ippolito Galantini va ser un altre exemple d'espiritualitat i assistencialisme, fundant la confraternitat dels  Vanchetoni . Dos papes florentins van ser Urbà VIII (Barberini) i Climent XII (Corsini).
L'arquebisbe Tommaso Bonaventura della Gherardesca fundà el Seminari Major el 1712, amb el suport del seminari de Firenzuola, fundat el 1802, especialitzat en la preparació del clergat de les localitats muntanyenques, i el 1859 de l'Internat de la Calza.
Al Settecento es van fer sentir ràfegues de jansenisme que a Florència, sota la reforma portada a terme sota l'impuls del Gran Duc Pere Leopold es manifestà amb una sèrie de supressions d'esglésies i monestirs que culminà amb l'aplicació de les lleis napoleòniques el 1808. En la línia reformista de Pere Leopold, encara que moderna a vegades imprudent, va fer que trobés l'oposició de l'arquebisbe Antonio Martini. Darrere de la secularització s'amagaven grans interessos econòmics: el pressupost del Gran Ducat entre 1737-38, per exemple, va tenir un augment de prop de 335.000 escuts, davant dels 1.758.000 dels eclesiàstics, amb una població religiosa propera al 3% del total.

### L'època contemporània

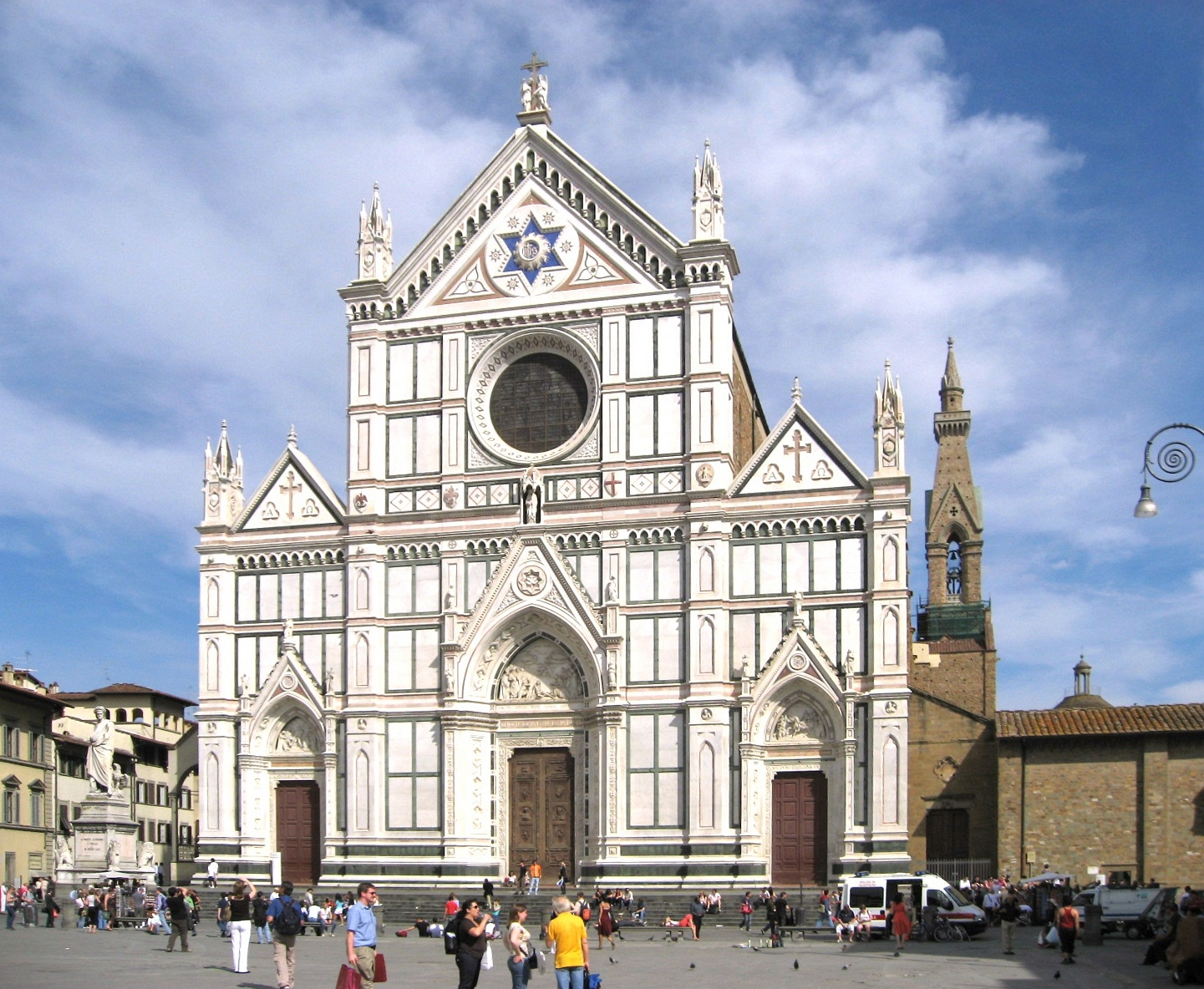
La façana vuitcentista de la Basílica de la Santa Creu.

El 25 de març de 1799 Florència va ser envaïda pels francesos. L'anomenada Ocupació francesa de l'arquebisbat es feu palesa amb el nomenament d'un bisbe francès, Antoine-Eustache d'Osmond, que va ser rebutjat pels florentins i pel Papa Pius VII, que era presoner de Napoleó. Finalment els francesos imposaren les seves decisions, però poc després de la restauració ha haver de marxar. L'arquebisbe Pier Francesco Morali va tenir la difícil tasca de tancar la fractura social entre els afrancesats i els seguidors del Papa en acabar el conflicte.
Durant l'època en què Florència esdevingué capital (1865-1871) estava l'arquebisbe Giovacchino Limberti, que de cop i volta es trobà en una situació de primeríssim pla a nivell nacional. La seva obra pastorial i caritativa va ser notable, tot i que no es pot dir el mateix de la seva obra política: perseguit per la maçoneria, va ser cridat per defensar a Pius IX i el poder temporal del Papa després de l'Incompliment de Porta Pia contra el govern italià, i va tractar de trobar una posició conciliatòria que descontentà totes dues parta.
Sota l'episcopat d'Alfonso Maria Mistrangelo (1899-1930) l'Acció Catòlica s'establí permanentment a Florència. Durant la Segona Guerra Mundial i les inundacions els arquebisbes de la ciutat van ser el cardenal Elia Dalla Costa i el cardenal Ermenegildo Florit.

## Episcopologi
La llista es limita als noms comprovats històricament, les dates es refereixen a l'episcopat.

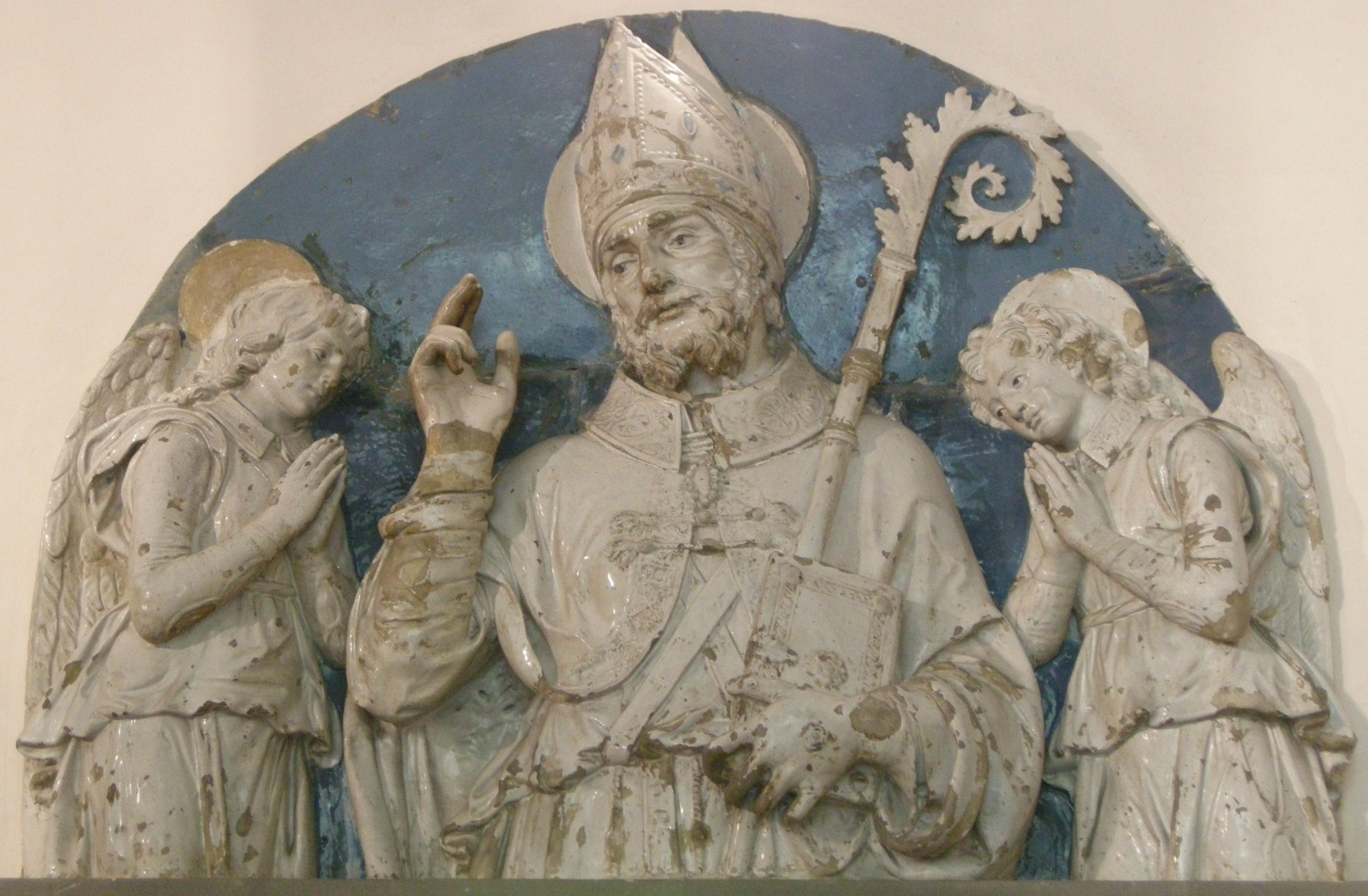
San Cenobi (Andrea della Robbia)

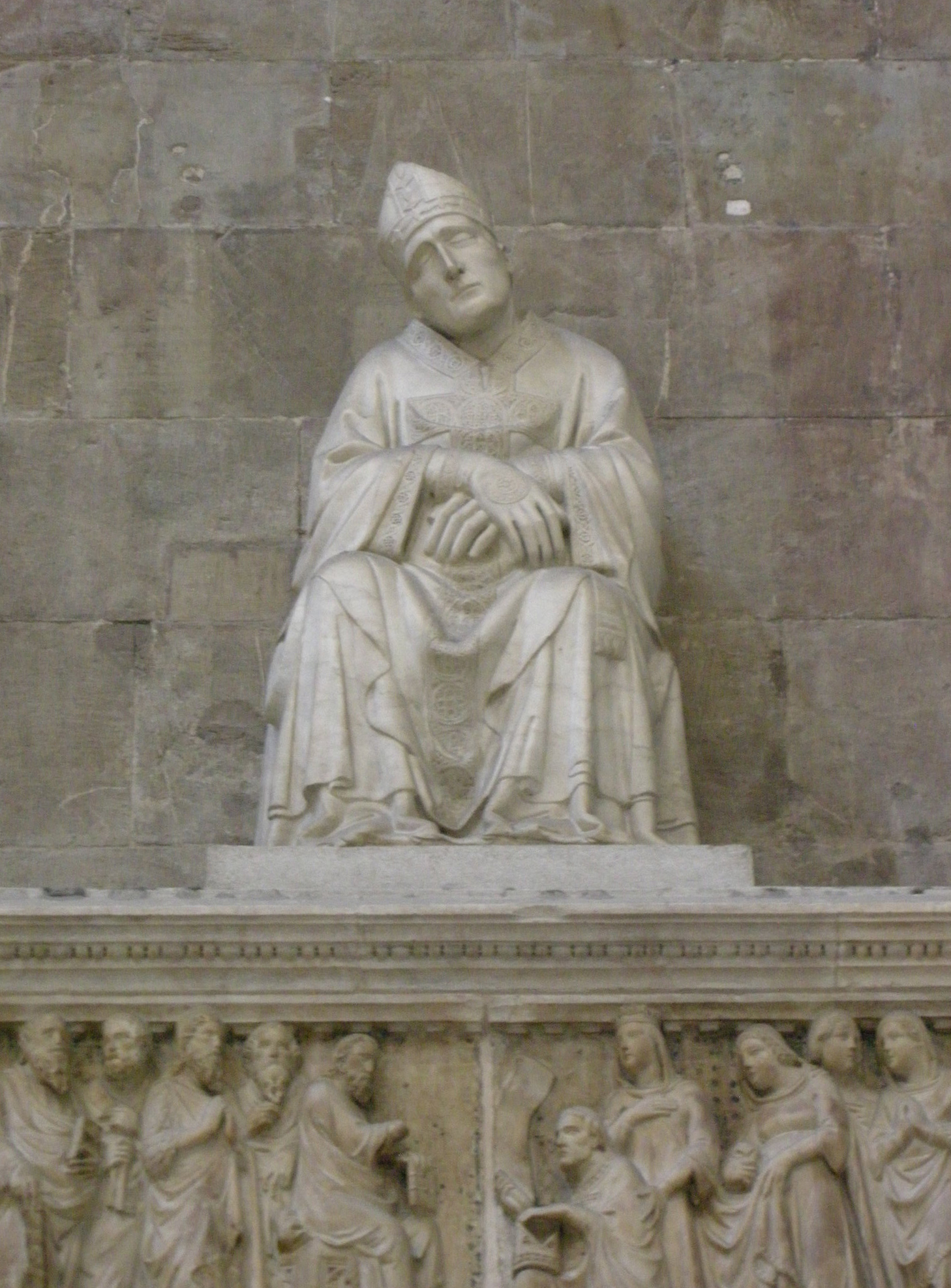
Tino di Camaino, monument a Antonio d'Orso (detall), Santa Maria del Fiore

### Bisbes de Florència
- Felice † (citat el 313)
- Sant Cenobi † (337 ? - 417 ? mort)
- Maurizio † (545 - 550 mort)
- Anònim † (578 ? - 590 ?)
- Reparato † (citat el 679)
- Specioso † (inicis de 715- finals de 729)
- Tommaso † (citat el 743)
- Aliprando † (inicis de 826 - finals de 833)
- Radingo † (citat el 852)
- Gerardo † (853 - 855)
- Pietro † (citat el 861)
- Andrea † (citat el 873)
- Grasulfo † (citat el 897)
- Poggio I † (908 - 926)
- Rambaldo † (929 – juliol de 964)
- Sichelmo † (964 - 989 mort)
- Sant Podio II † (989 – 28 de maig o 5 de juny de 1002 mort)
- Guido † (1002 - 1008)
- Ildebrando † (1008 – finals de 1024)
- Lamberto † (1025 - 1032 dimití)
- Atto † (1032 - 1045 mort)
- Gherardo di Borgogna † (gener de 1045 - 27 de juliol de 1061 mort, elegit papa amb el nom de Nicolau II el 1059)
- Pietro Mezzabarba † (1062 - 1068 deposat)
- Elinardo, O.S.B. † (1070 - 1073 mort)
- Ranieri † (1073 - 12 de juliol de 1113 mort)
- Gottifredo degli Alberti † (1113 - 1142 mort)
- Atto II † (1143 - 9 de juny de 1154 mort)
- Ambrogio, O.S.B.Vall. † (1155 - 20 maggio 1158 mort)
- Giulio † (1158 - 1182)
  - Zanobi † (1161) (antibisbe)
- Bernardo † (1182 - 1187)
- Pagano † (1087 - 1090)
- Pietro † (1190 - 1205 mort)
- Giovanni da Velletri † (1205 - 14 de juliol de 1230 mort)
- Ardengo Trotti o Dei Foraboschi † (7 de març de 1231 – maig de1247 mort)
- Filippo Fontana † (1250 - 1251 nomenat arquebisbe de Ravenna)
- Giovanni dei Mangiadori † (1251 – finals de 1273 mort)
- Iacopo da Castelbuono, O.P. † (28 de maig de 1286 - 16 d'agost de 1286 mort)
- Andrea dei Mozzi † (29 de desembre de 1286 - 13 de setembre de 1295 nomenat bisbe de Vicenza)
- Francesco Monaldeschi † (13 de setembre de 1295 - 10 de desembre de 1302 mort)
- Lottieri della Tosa † (14 de febrer de 1303 - març de 1309 mort)
- Antonio d'Orso † (9 de juny de 1310 - 18 de juliol de 1321 mort)
- Francesco Silvestri † (15 de març de 1323 - 21 d'octubre de 1341 mort)
- Angelo Acciaioli I, O.P. † (26 de juny de 1342 - 18 de març de 1355 nomenat abat de Montecassino)
- Francesco Atti † (18 de març de 1355 - 23 de desembre de 1356 dimití)
- Filippo dell'Antella † (27 de febrer de 1357 - 1363 mort)
- Pietro Corsini † (1 de setembre de 1363 - 7 de juny de 1370 dimití)
- Angelo Ricasoli † (19 de juny de 1370 - 9 de febrer de 1383 nomenat bisbe di Faenza)
- Angelo Acciaioli II † (3 de juny de 1383 - 17 de desembre de 1384 dimití, ocupà la seu fins al 1387)
- Bartolomeo Uliari, O.S.B. † (9 de desembre de 1385 - 18 de desembre de 1389 dimití)
- Onofrio Visdomini, O.S.A. † (15 de maig de 1390 - 13 de desembre de 1400 nomenat bisbe de Comacchio)
- Alamanno Adimari † (13 de desembre de 1400 - 16 de novembre de 1401 nomenat arquebisbe de Tàrent)
- Iacopo Palladini † (16 de novembre de 1401 - 18 de juliol de 1410 nomenat bisbe de Spoleto)
- Francesco Zabarella † (18 de juliol de 1410 - 17 de juny de 1411 dimití)

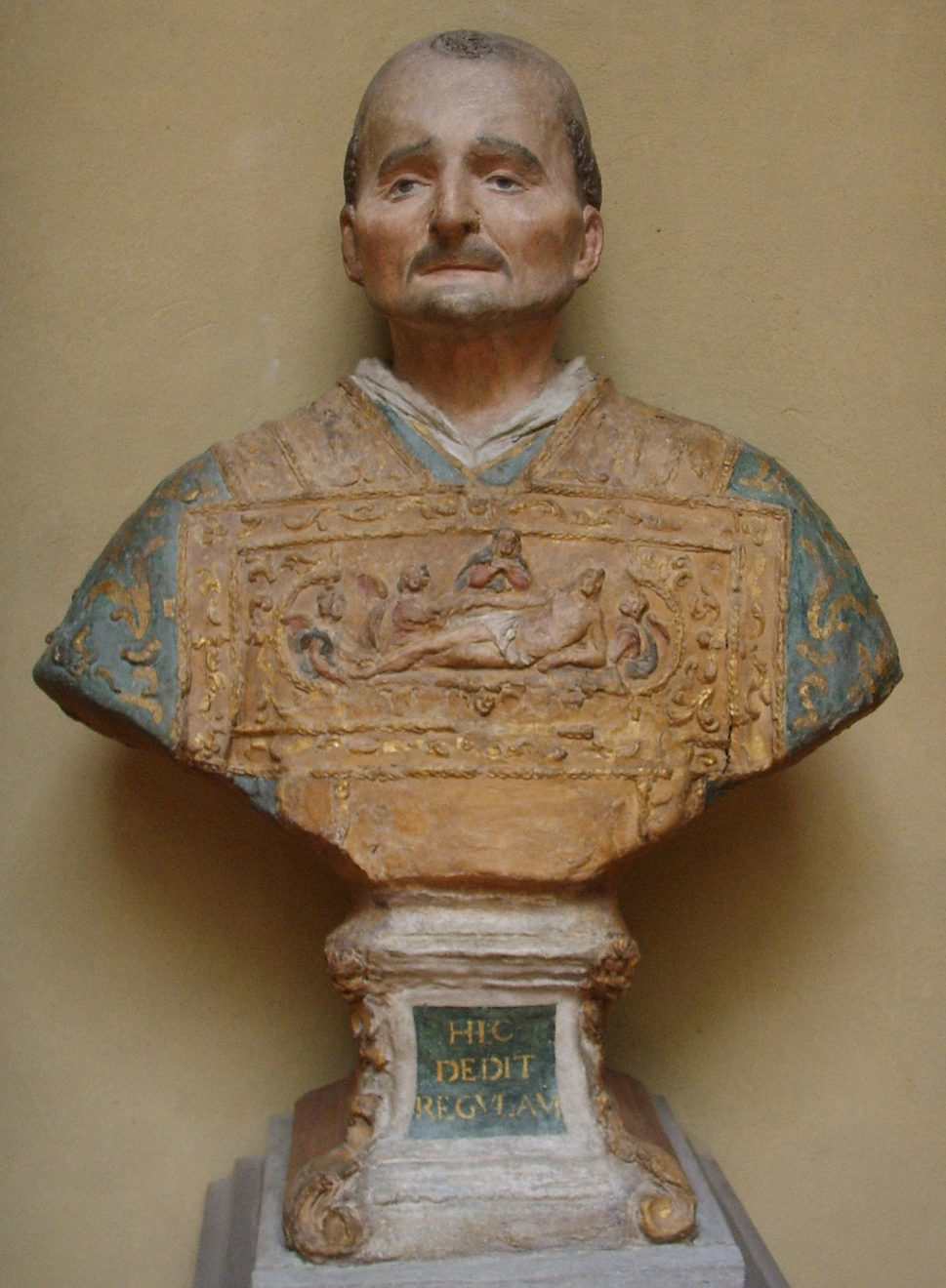
Sant'Antonino

- Amerigo Corsini † (16 de juliol de 1411 - 10 de maig de 1419)

### Arquebisbes de Florència
- Amerigo Corsini † (10 de maig de 1419 - 18 de març de 1434 mort) primer arquebisbe
- Giovanni Vitelleschi † (12 d'octubre de 1435 - 9 d'agost de 1437 dimití)
- Ludovico Scarampi Mezzarota † (6 d'agost de 1437 - 18 de desembre de 1439 nomenat patriarca d'Aquileia)
- Bartolomeo Zabarella † (18 de desembre de 1439 - 21 de desembre de 1445 mort)
- Sant Antonino Pierozzi, O.P. † (10 de gener de 1446 - 2 de maig de 1459 mort)
- Orlando Bonarli † (16 de juny de 1459 - 1461 mort)
- Giovanni de' Diotisalvi † (22 de març de 1462 - 18 de juliol de 1473 mort)
- Pietro Riario, O.F.M.Conv. † (20 de juliol de 1473 - 3 de gener de 1474 mort)
- Rinaldo Orsini † (28 de gener de 1474 - 5 de juliol de 1508 dimesso)
- Cosimo de' Pazzi † (5 de juliol de 1508 - 8 d'abril de 1513 mort)
- Giulio de' Medici † (9 de maig de 1513 - 19 de novembre de 1523 elegit papa amb el nom de Climent VII)
- Niccolò Ridolfi † (11 de gener de 1524 - 11 d'octubre de 1532 dimití)
- Andrea Buondelmonti † (11 d'octubre de 1532 - 27 de novembre de 1542 mort)
- Niccolò Ridolfi † (8 de gener de 1543 - 25 de maig de 1548 dimití) †
- Antonio Altoviti † (25 de maig de 1548 - 28 de desembre de 1573 mort)
- Alessandro de' Medici † (15 de gener de 1574 - 1 d'abril de 1605 elegit papa amb el nom de Lleó XI)

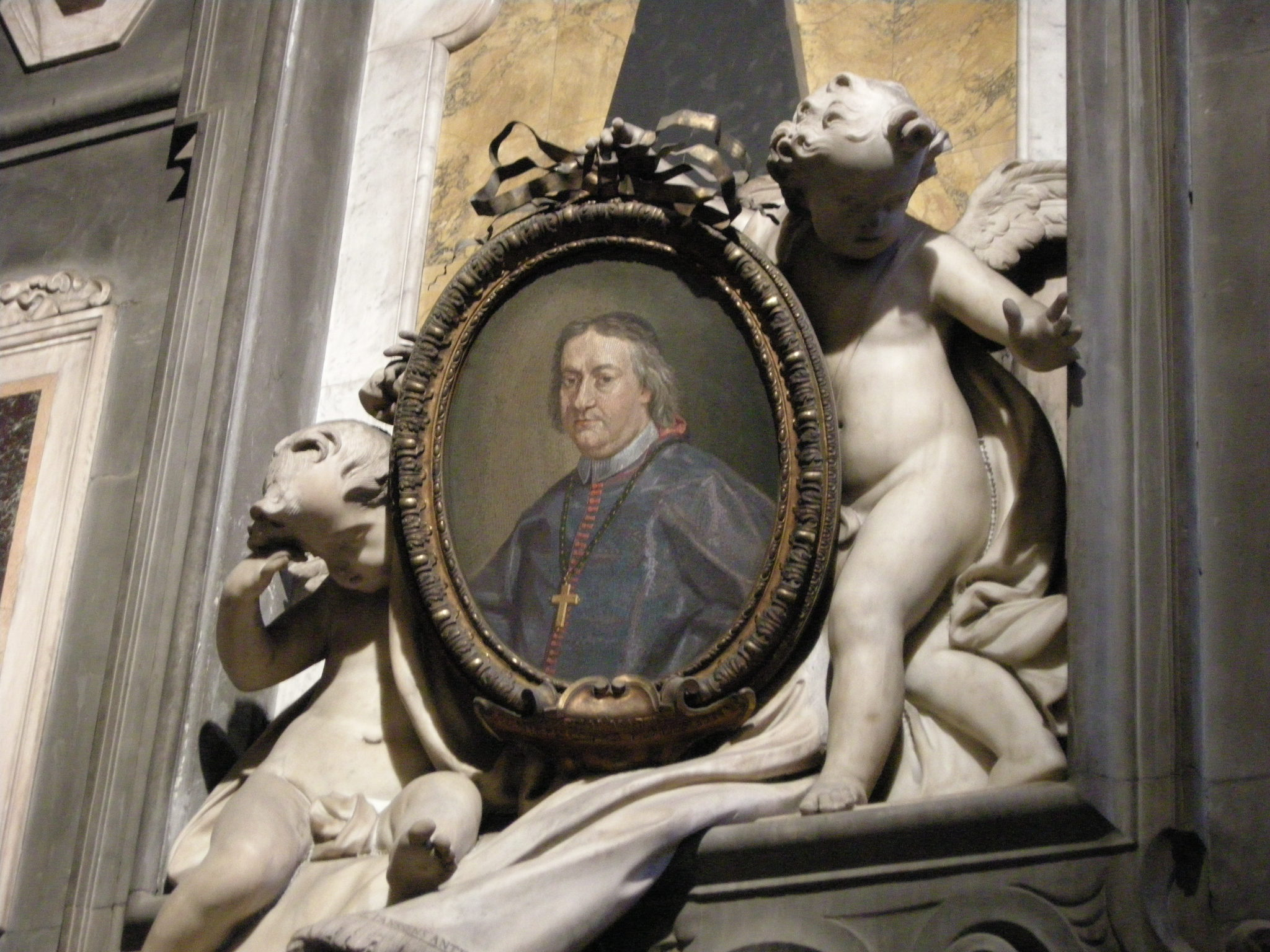
Tomba de Giuseppe Maria Martelli

- Alessandro Marzi Medici † (27 de juny de 1605 - 13 d'agost de 1630 mort)
- Cosimo de' Bardi † (9 settembre 1630 - 18 d'abril de 1631 mort)
- Pietro Niccolini † (7 de juny de 1632 - 1 de desembre de 1651 mort)
- Francesco Nerli gran † (16 de desembre de 1652 - 6 de novembre de 1670 mort)
- Francesco Nerli jove † (22 de desembre de 1670 - 31 de desembre de 1682 dimití)
- Jacopo Antonio Morigia, B. † (15 de febrer de 1683 - 23 d'octubre de 1699 dimití)
- Leone Strozzi † (21 de juny de 1700 - 4 d'octubre de 1703 mort)
- Tommaso Bonaventura della Gherardesca † (12 de novembre de 1703 - 21 settembre 1721 mort)
- Giuseppe Maria Martelli † (2 de març de 1722 - 10 de febrer de 1740 dimití)
- Francesco Gaetano Incontri † (29 de maig de 1741 - 25 de març de 1781 mort)

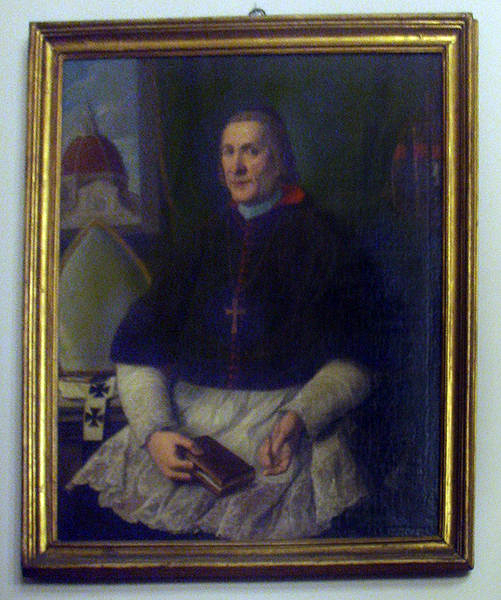
Retrat de Monsignor Antonio Martini, Prato, Palazzo Comunale

- Antonio Martini † (25 de juny de 1781 - 31 de desembre de 1809 mort)
  - Seu vacant † (1809-1815)
  - Antoine-Eustache d'Osmond † (1811 - 1813) (il·legítim)
- Pier Francesco Morali † (15 de març de 1815 – 29 de setembre de 1826 mort)
- Ferdinando Minucci † (28 de gener de 1828 – 2 de juliol de 1856 mort)
- Giovacchino Limberti † (3 d'agost de 1857 - 27 d'octubre de 1874 mort)
- Eugenio Cecconi † (21 de desembre de 1874 - 15 de juny de 1888 mort)
- Agostino Bausa, O.P. † (11 de febrer de 1889 – 15 d'abril de 1899 mort)
- Alfonso Maria Mistrangelo, Sch.P. † (19 de juny de 1899 – 7 de novembre de 1930 mort)
- Elia Dalla Costa † (19 de desembre de 1931 – 22 de desembre de 1961 mort)
- Ermenegildo Florit † (9 de març de 1962 - 3 de juny de 1977 retirat)
- Giovanni Benelli † (3 de juny de 1977 - 26 d'octubre de 1982 mort)
- Silvano Piovanelli (18 de març de 1983 - 21 de març de 2001 retirat)
- Ennio Antonelli (21 de març de 2001 - 7 de juny de 2008 nomenat president del Pontifici Consell per a la Família)
- Giuseppe Betori, des del 8 de setembre de 2008

## Demografia
A finals del 2006, l'arxidiòcesi tenia 815.000 batejats sobre una població de 888.237 persones, equivalent al 91,8% del total.

| any  | població | població | població | sacerdots | sacerdots       | sacerdots       | sacerdots             | diaques | religiosos | religiosos | parroquies |
| ---- | -------- | -------- | -------- | --------- | --------------- | --------------- | --------------------- | ------- | ---------- | ---------- | ---------- |
| any  | batejats | total    | %        | total     | clergat secular | clergat regular | batejats por sacerdot | diaques | homes      | dones      |            |
| 1950 | 845.000  | 850.000  | 99,4     | 1.280     | 640             | 640             | 660                   |         | 428        | 2.850      | 478        |
| 1970 | 800.000  | 850.000  | 94,1     | 926       | 514             | 412             | 863                   | 1       | 554        | 2.918      | 498        |
| 1980 | 897.527  | 937.651  | 95,7     | 832       | 476             | 356             | 1.078                 | 5       | 437        | 2.500      | 499        |
| 1990 | 867.530  | 885.450  | 98,0     | 750       | 416             | 334             | 1.156                 | 24      | 422        | 1.972      | 321        |
| 1999 | 826.484  | 874.172  | 94,5     | 665       | 410             | 255             | 1.242                 | 34      | 294        | 1.869      | 319        |
| 2000 | 806.787  | 854.243  | 94,4     | 659       | 406             | 253             | 1.224                 | 36      | 301        | 1.862      | 318        |
| 2001 | 810.247  | 858.339  | 94,4     | 691       | 401             | 290             | 1.172                 | 38      | 353        | 1.285      | 318        |
| 2002 | 811.547  | 865.259  | 93,8     | 660       | 407             | 253             | 1.229                 | 52      | 418        | 1.900      | 318        |
| 2003 | 814.315  | 868.242  | 93,8     | 645       | 424             | 221             | 1.262                 | 53      | 302        | 1.870      | 318        |
| 2004 | 815.210  | 889.314  | 91,7     | 772       | 402             | 370             | 1.055                 | 54      | 435        | 1.900      | 318        |
| 2006 | 815.000  | 888.237  | 91,8     | 724       | 410             | 314             | 1.125                 | 56      | 391        | 1.795      | 318        |